# Cotignola
Cotignola är en ort och kommun i provinsen Ravenna i regionen Emilia-Romagna i Italien. Kommunen hade 7 375 invånare (2018).